# 1r districte de Lió
El 1er districte (arrondissement) de Lió, França, és un dels nou districtes de la Ciutat de Lió. Queda sota el turó de la Croix-Rousse i en la part del nord de Presqu'île format pel Saona i el Roine, els dos rius de Lió.

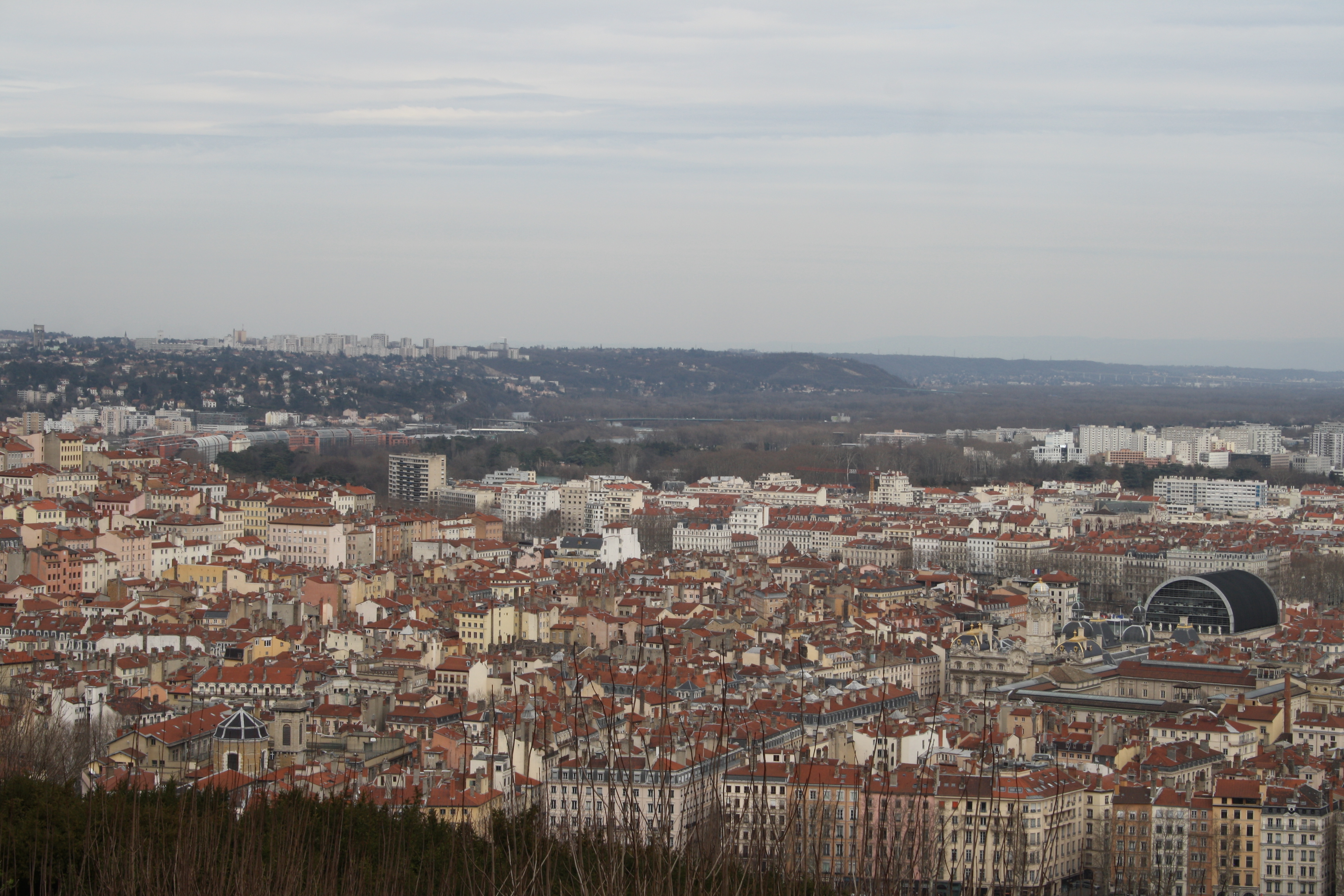
Vista del 1r districte des del turó Fourvière

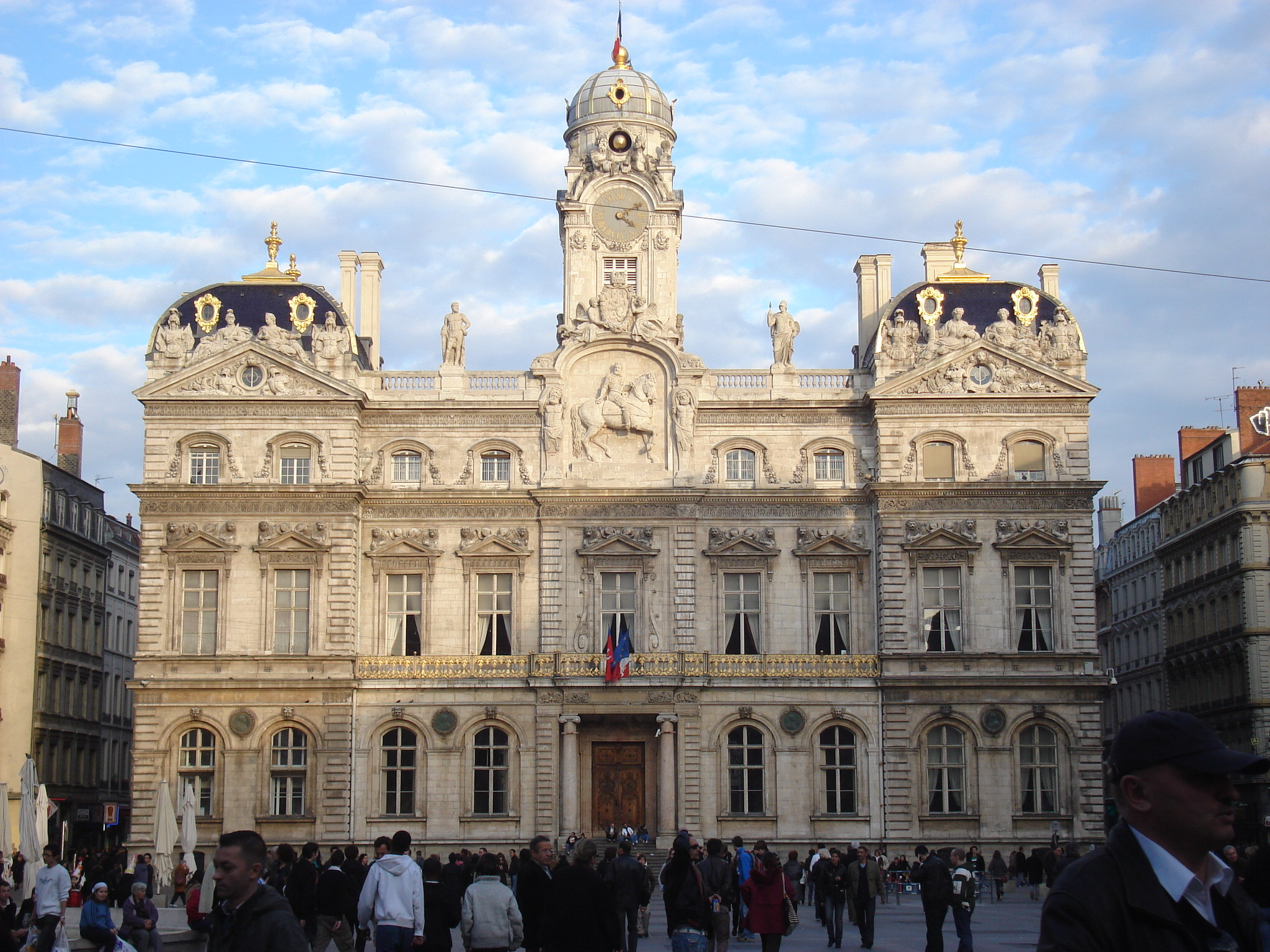
Ajuntament

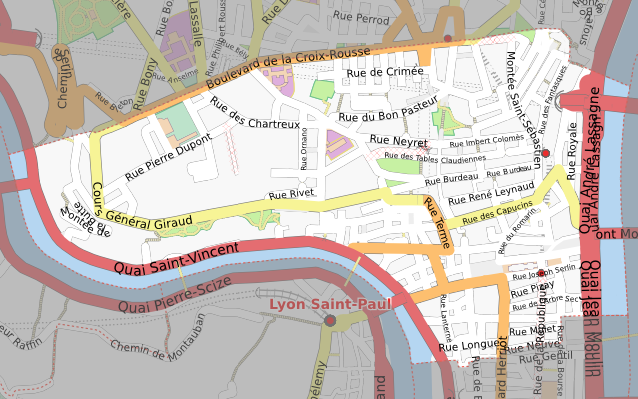
Mapa del 1r districte de Lió

## Història
Les pentes (Els pendents Croix-Rousse), que estaven situats en el Franc-Lyonnais, estan integrats a la ciutat de Lió des de 1512, quan Lluís XII de França decideix construir una fortificació en la part superior del turó de Saint-Sébastien (nom de la Croix-Rousse a l'Edat mitjana) per defensar la ciutat.
El districte va ser creat el 24 de març de 1852 (també la data de la creació dels 5 primers districtes).

## Geografia

### Àrea i demografia
Localitzat en el centre del presqu'île, el 1r districte és el més petit de tots els districtes de Lió. Al voltant de la plaça des Terreaux, els bars i els pubs del carrer fan del 1r districte un dels més animats dia i nit.
- Àrea: 151 ha
- 1999: 26,861 habitants
- 2005: 28,100 habitants
- 2006: 28,210 habitants
- 2007: 30,024 habitants
- Densitat de 18,682 habitants/ km².

### Barris
El 1r districte de Lió és compost de quatre barris:
- Terreaux (Al voltant de la Plaça des Terreaux)
- Pentes de la Croix-Rousse
- Croix-Paquet
- Quartier Sant-Vincent

### Carrers
- Boulevard de la Croix-Rousse
- Cour des Voraces
- Montée de la Grande Côte
- Montée des Carmélites
- Passage Thiaffait
- Quai de la Pêcherie
- Quai Saint-Vincent
- Rue Burdeau
- Rue de l'Arbre-Sec
- Rue de la Bourse
- Rue de la République
- Rue des Capucins
- Rue du Bât-d'Argent
- Rue du Sergent Blandan
- Rue Édouard Herriot
- Rue Lanterne
- Rue Pierre DuPont, pel cantautor Pierre Dupont, nascut a Lió el 1821.
- Rue Royale
- Rue Sainte-Catherine

## Monuments
- Ajuntament de Lió[1]
- Palau St Pierre, amb el Musée des Beaux-Arts
- Opéra de Lió
- Patineur de César
- Les Subsistances
- Amfiteatre de les Tres Gàl·lies
- Église du Bon-Pasteur
- Église Saint-Polycarpe

## Equipaments i serveis
- Ajuntament de Lió
- Lycée de la Martinière
- Salle Rameau
- Halles de la Martinière

## Transports
- Metro Línia A estació: "Hôtel de ville-Louis Pradel"
- Metro Línia C estacions: "Hôtel de ville-Louis Pradel" i "Croix-Paquet"

## Activitats culturals
- Museu de Belles Arts de Lió
- Òpera de Lió